# Giovanni Pierluigi da Palestrina
Giovanni Pierluigi da Palestrina (zw. też m.in. Giovanni Petraloysio, Joannes-Petrus-Aloysius Praenestinus, ur. między 3 lutego 1525 a 2 lutego 1526 w Palestrinie lub Rzymie, zm. 2 lutego 1594 w Rzymie) – włoski kompozytor epoki renesansu.

## Życiorys
Data jego urodzin do dziś pozostaje niepewna. Wiadomo, że urodził się między 26 grudnia 1525 roku, a 28 grudnia 1526 roku w mieście Palestrina niedaleko Rzymu. W dzieciństwie uczył się śpiewu i kontrapunktu w bazylice Santa Maria Maggiore. W roku 1544 został kapelmistrzem katedry S. Agapita w swoim rodzinnym mieście, tam też zawarł ślub z Lucrezią Gori. Gdy w 1550 r. papieżem został Juliusz III, Palestrina otrzymał posadę nauczyciela śpiewu i kapelmistrza w Capella Giulia przy bazylice św. Piotra. W 1554 r. ukazały się pierwsze publikacje jego utworów. Rok później został śpiewakiem w Cappella Pontificia, osobistej kapeli papieskiej. Po niecałym roku kolejny papież, Paweł IV, wykluczył jednak z kapeli wszystkich żonatych muzyków. Od 1555 r. Palestrina działał jako kapelmistrz w bazylice św. Jana na Lateranie, następnie w Capella Liberiana przy bazylice S. Maria Maggiore. W 1563 r. ukazał się drukiem jego pierwszy zbiór motetów.
Stopniowo kompozytor zyskiwał coraz większy rozgłos. Wydane w latach 1567 i 1570 księgi mszy, zawierające m.in. Missa Papae Marcelli, dedykował, z nadzieją na protektorat, królowi hiszpańskiemu Filipowi II. Około roku 1568 protektorem Palestriny został książę Wilhelm I Gonzaga z Mantui. Dla kościoła św. Barbary w Mantui stworzył łącznie 11 mszy. W 1571 roku Palestrina został ponownie maestro di capella w Cappella Giulia. Choć nie był do końca zadowolony ze swojej pensji i przywilejów, pozostał tam do śmierci. Lata siedemdziesiąte (1570) były dla niego bardzo trudne – w trzech oddzielnych epidemiach zarazy stracił brata, dwóch spośród swoich synów i żonę. Pod koniec 1580 roku, po śmierci najbliższych oraz wobec problemów finansowych, postanowił wstąpić do stanu duchownego, przyjął nawet niższe święcenia kapłańskie. Zmienił jednak zdanie i rok później ożenił się z zamożną wdową po handlarzu futer, Virginią Darmoli. Uzyskawszy finansową niezależność, komponował dużo aż do śmierci.
W latach kierowania Cappella Giulia Palestrina działał też w Compagnia dei Signori Musici di Roma, związku zawodowych muzyków, który przekształcił się w Accademia di Santa Cecilia. Pod koniec życia Palestrina zamierzał powrócić do swego rodzinnego miasta na stanowisko, od którego rozpoczynał karierę, jednak miesiąc przed planowanym wyjazdem do Palestriny, 2 lutego 1594 roku, kompozytor zmarł.

## Twórczość
Palestrina komponował przede wszystkim muzykę religijną. Był kompozytorem bardzo płodnym – znane są 104 msze (4-8 głosowe), około 370 motetów, około 70 hymnów, 35 magnificatów, po kilka lamentacji i litanii, około 140 madrygałów. Pierwsza, pełna edycja jego dzieł pochodzi z lat 1862–1907, obejmuje 33 tomy. Jego utwory reprezentują typowe gatunki muzyki XVI wieku, odzwierciedlające jego związek z papiestwem oraz tendencje stylistyczne powstałe w rezultacie postanowień soboru trydenckiego. Za najbardziej znaczące osiągnięcie Palestriny uważa się kompozycje do tekstu ordinarium missae. Jego msze oparte są na cantus firmus pochodzącym z chorału lub kompozycji własnej. Kompozytor stosował technikę imitacyjną, fauxbourdon oraz nota contra notam. Jego dzieła, przeznaczone zazwyczaj na chór a cappella, utrzymane są w czystej diatonice skal kościelnych. Jedną z głównych zalet stylu Palestriny jest ogromna staranność deklamacji tekstu. Cecha ta, a także prostota rytmiczna i harmoniczna oraz poważny charakter jego kompozycji zadecydowały o uznaniu przez sobór trydencki stylu palestrinowskiego, tzw. stylu osservato (surowy), za oficjalny styl wielogłosowej muzyki kościelnej. Motety Palestriny różnią się zasadniczo od mszy tym, że zamiast sylabicznej deklamacji tekstu wprowadzają bogatą figurację głosów. Kompozytor tworzył madrygały religijne na cześć Madonny oraz nieliczne madrygały świeckie.
Ze względu na swój ogromny wpływ na kształtowanie się renesansowej muzyki religijnej, Palestrina zwany jest często „Bachem Renesansu” i „księciem muzyków”. Do jego najbardziej znanych kompozycji należą:
Msze:
- Missa sine nomine,
- Missa Papae Marcelli,
- Missa Assumpta est Maria,
- Missa ad fugam,

Motety:
- Zbiór Canticum canticorum,
- O vos omnes,
- Omnes amici mei,
- Popule meus,
- Stabat Mater,
- Sicut cervus desiderat,
- Tu es Petrus,
- Unus ex discipulis meis,
- Vexilla Regis.